# Virgínia Moura
Virgínia Faria de Moura (Guimarães, São Martinho do Conde, 19 de julio de 1915-Oporto, 19 de abril de 1998) fue una ingeniera civil portuguesa, una de las primeras en Portugal. Se hizo conocida por ser una activista política resistente al Estado Nuevo. Se la conocía como La Pasionaria de Oporto.

## Biografía
Virgínia Moura nació el 19 de julio de 1915 en São Martinho do Conde, Guimarães, distrito de Braga.
Ser hija de madre soltera fue un estigma que condicionó su vida, pero que la ayudó a forjar tempranamente su carácter revolucionario. Con sólo 15 años participó en Póvoa de Varzim en una huelga estudiantil en protesta por el asesinato de un joven estudiante llamado Branco, cometido por la Policía. Tres años más tarde se unió al Partido Comunista Portugués, incorporándose a una organización de apoyo a los presos políticos portugueses y españoles, llamada Socorro Vermelho. Fue en esta organización donde conoció al entonces estudiante de arquitectura António Lobão Vital, quien sería su compañero durante 42 años.
Virgínia Moura se graduó en la Facultad de Ingeniería de la Universidad de Oporto, convirtiéndose en la segunda mujer portuguesa en obtener el título de ingeniera civil. Se le negaría el acceso al Servicio Público, pues su historial policial ya la señalaba como una seria opositora de la dictadura fascista. También estudió Matemáticas y asistió a la Facultad de Artes de Coimbra.

### Oposición al Estado Novo
Antes de la Revolución de los claveles participó activamente en movimientos por la democracia. Destacó su participación y compromiso en la manifestación de apoyo a la candidatura de José Norton de Matos a la presidencia de la República, en Fonte da Moura, Oporto, en 1949; fue juzgada por "traición a la patria" en 1951, por firmar una declaración que obligaba a Salazar a negociar con el gobierno indio respecto a Goa, Damán y Diu; estuvo vinculado a la candidatura de Humberto Delgado, a los movimientos estudiantiles populares de 1962 y a los congresos de la oposición democrática de Aveiro (1969 y 1973); Fue arrestada dieciséis veces por la PIDE (la primera en 1949), procesada nueve veces, condenada tres veces y atacada repetidamente por la policía en actos públicos. Durante su activismo político y cívico, también se unió al Movimiento de Unidad Antifascista, al Movimiento de Unidad Democrática Juvenil, al Consejo Nacional de Mujeres Portuguesas y al Movimiento Democrático Nacional.
Desarrolló una intensa actividad cultural en Oporto en los años cuarenta y cincuenta, habiendo colaborado (bajo el seudónimo de "Maria Selma") en varios periódicos y revistas, promocionando la edición de la revista Sol Nascente y varias conferencias con la participación de Teixeira de Pascoais, Maria Isabel Aboim Inglesa y María Lamas.
Fue miembro del Comité Central del Partido Comunista Portugués en la clandestinidad.

### Después del 25 de abril
Tras el 25 de abril y en las nuevas condiciones políticas de libertad, Virgínia Moura continuó la lucha por defender y consolidar el régimen democrático. Luego vino el reconocimiento público a su acción cívica.
Em 1998, a los 82 anos, visitó Cuba. Poco después, Virgínia Moura falleció el 19 de abril de 1998 en Oporto.

## Reconocimientos
Recibió la Orden de la Libertad  y la Medalla de Honor del Ayuntamiento de Oporto durante la presidencia de Fernando Cabral y el Movimiento Democrático de Mujeres.

## Obras publicadas
- Moura, Virgínia (1996). Mulher de Abril: álbum de memórias. Colecção "Resistência". Editorial Avante!.